# Esquizofàsia
En l'àmbit de la salut mental, l'esquizofàsia o parla embarbussada és un llenguatge confús i sovint repetitiu, simotomàtic de diverses malalties mentals. La paraula «esquizofàsia» va ser creada el 1913 per Emil Kraepelin per designar un estat esquizofrènic on el trastorn del llenguatge és un precursor.
Generalment s'associa amb una presentació maníaca del trastorn afectiu bipolar i altres símptomes de malalties mentals greus, com la psicosi i l'esquizofrènia. Es caracteritza per un ús aparentment confús de paraules sense significat o relació aparent vinculades a elles. En aquest context, es considera un símptoma d'un trastorn formal del pensament.
En alguns casos, l'esquizofàsia pot ser un signe d'esquizofrènia asimptomàtica; per exemple, la pregunta «Per què la gent creu en Déu?» pot provocar una resposta formada per una sèrie de paraules associades comunament amb la religió o la pregària, però sense cap mena de respecte a les regles lingüístiques.
La esquizofàsia s'ha de contrastar amb un altre símptoma d'alteració cognitiva i lliscament cognitiu que implica certs arranjaments idiosincràtics de paraules. Amb aquest símptoma, el llenguatge pot o no ser gramaticalment correcte depenent de la gravetat de la malaltia i dels mecanismes particulars que han patit la malaltia.
Els codis de diagnòstic del DSM-V no codifiquen específicament per aquest trastorn, tot i que ho inclouen com un símptoma sota el diagnòstic d'esquizofrènia.